# ریکاردو (بازیکن فوتبال، زاده ۱۹۷۱)
ریکاردو(بازیکن فوتبال، متولد ۱۹۷۱) (انگلیسی: Ricardo؛ زادهٔ ۳۰ دسامبر ۱۹۷۱) یک بازیکن فوتبال اهل اسپانیا است.
وی همچنین در تیم ملی فوتبال اسپانیا بازی کرده‌است.